# Hapalogenys
Hapalogenys is een geslacht van straalvinnige vissen uit de familie van grombaarzen (Hapalogenyidae).

## Soorten
- Hapalogenys analis Richardson, 1845
- Hapalogenys dampieriensis Iwatsuki & Russell, 2006
- Hapalogenys filamentosus Iwatsuki & Russell, 2006
- Hapalogenys kishinouyei Smith & Pope, 1906
- Hapalogenys merguiensis Iwatsuki, Satapoomin & Amaoka, 2000
- Hapalogenys nigripinnis (Temminck & Schlegel, 1843)
- Hapalogenys sennin Iwatsuki & Nakabo, 2005
- Hapalogenys mucronatus (Eydoux & Souleyet, 1850)
- Hapalogenys nitens Richardson, 1844